# ATC-kod R07: Övriga medel vid sjukdomar i andningsorganen
ATC-kod R07: Övriga medel vid sjukdomar i andningsorganen är en del av klassificeringssystemet ATC (Anatomical Therapeutic Chemical Classification System) för läkemedel och vissa andra medicinska produkter. ATC utvecklas av WHO och består av alfanumeriska koder indelade i grupper utifrån anatomi, medicinsk funktion och läkemedelstyp på 5 olika kodnivåer. Denna sida utgör innehållet i en specifik grupp på nivå 2.

## R07A Övriga medel vid sjukdomar i andningsorganen

### R07AAYtaktiva medel
R07AA01 Kolfoskerilpalmitat
R07AA02 Naturliga fosfolipider
R07AA30 Kombinationer

### R07ABAndningsstimulerande medel
R07AB01 Doxapram
R07AB02 Niketamid
R07AB03 Pentetrazol
R07AB04 Etamivan
R07AB05 Bemegrid
R07AB06 Pretkamid
R07AB07 Almitrin
R07AB08 Dimeflin
R07AB09 Mepixanox
R07AB52 Niketamid, kombinationer
R07AB53 Pentetrazol, kombinationer

### R07AX Övriga medel vid sjukdomar i andningsorganen
R07AX01 Kväveoxid
R07AX02 Ivakaftor

### Engelska
- WHO Collaborating Centre for Drug Statistics Methodology - ATC Index
- WHO Collaborating Centre for Drug Statistics Methodology - ATCvet Index

### Svenska
- SIL online
- FASS.se - ATC
- FASS.se - Veterinär-ATC
- Sök läkemedelsfakta - Läkemedelsverket
- Socialstyrelsen : Klassifikationer
- Nationellt produktregister för läkemedel - NPL